# Rupprecht Mayer
Rupprecht Mayer (* 1946 in Götschen, Ortsteil von Marktschellenberg) ist ein deutscher literarischer Übersetzer und Schriftsteller.

## Leben
Rupprecht Mayer verbrachte seine Kindheit in Marktschellenberg sowie in Laufen, am Chiemsee und in München. Gymnasien besuchte er in München, Freising und Traunstein. Nach Absolvieren des Wehrdienstes in Philippsburg und Landsberg am Lech studierte von 1966 bis 1976 in München die Fächer Sinologie und ostasiatische Kunstgeschichte. Danach längere Aufenthalte in Taiwan, Surabaya und Bonn.
Bis 1990 arbeitete Mayer als Übersetzer, Dolmetscher, Autor, Lehrbeauftragter für Sinologie, Verlagsbuchhändler und Galerist in München, daran anschließend bis 2003 in Peking Zwischen 2003 und 2007 arbeitete er in Burghausen an der Salzach und in Berlin und von 2007 bis 2012 in Shanghai.
Seit 1981 publizierte Mayer zahlreiche Übersetzungen chinesischer Autoren in Zeitschriften und Anthologien sowie Sachbücher über historische chinesische Hinterglasmalerei. Daneben veröffentlichte Rupprecht Mayer eigene literarische Texte (Kürzestgeschichten, lyrische Prosa) in dem Buch Aus der Welt des Dreisprungs sowie in Literaturzeitschriften wie Akzente, Am Erker, außer.dem, Entwürfe, Krautgarten, Lichtungen, Lose Blätter, Macondo, miromente, Muschelhaufen, Podium und SALZ.
Er ist Mitglied im Bundesverband der Dolmetscher und Übersetzer (BDÜ) und in der Salzburger Autorengruppe (SAG). Während seines Chinaaufenthaltes war er zudem Mitglied im PEN-Zentrum deutschsprachiger Autoren im Ausland.
Rupprecht Mayer lebt seit Juli 2012 in Burghausen.

## Bibliografie

### Prosa
- Aus der Welt des Dreisprungs. Erzählungen und Miniaturen. Mit Illustrationen von Wei Erqiao. Edition Thaleia, St. Ingbert, 2004. ISBN 3-924944-65-2 (vergriffen, neu aufgelegt als Kindle Edition, 2013).

#### Übersetzungen
- Shu Ting: Zwischen Wänden. Gedichte. Verlag Simon und Magiera, München 1984. ISBN 3-88676-015-4.
- Xu Xing: Und alles, was bleibt, ist für dich. Roman (zusammen mit Irmy Schweiger). Verlag Schirmer Graf, München 2004. ISBN 978-3-86555-005-7.

### Sachbücher
- Bolihua: Chinesische Hinterglasmalerei aus der Sammlung Mei-Lin. Hirmer Verlag, München 2017. ISBN 978-3-7774-2833-8.

#### Herausgeberschaft
- Chinablätter, sinologische Fachzeitschrift Nr. 1–19, München Sept. 1982 bis Sept. 1994
- Betörend schön: Chinesische Hinterglasbilder aus der Sammlung Mei-Lin. Verlag des Museums Fünf Kontinente, München 2024. ISBN 978-3-927270-83-1.